# Sydney Gay & Lesbian Mardi Gras
Sydney Gay & Lesbian Mardi Gras är en årlig gaypridefestival för homosexuella, bisexuella och transpersoner i Sydney, Australien. Festivalen är en av de största i världen för hbtq-personer. är ett evenemang i Sydney, New South Wales som besöks av hundratusentals människor från hela Australien och från andra länder. Mardi Gras är det största Pride-evenemanget i Oceanien. Det innehåller en mängd olika evenemang som Sydney Mardi Gras Parade and Party, Bondi Beach Drag Races, Harbour Party, den akademiska diskussionspanelen Queer Thinking, Mardi Gras Film Festival, samt Fair Day, som lockar 70 000 människor till Victoria Park, Sydney. Det är en av Australiens största turistattraktioner, med paraden och dansfestivalen som lockar många internationella och inhemska turister. Det är New South Wales näst största årliga evenemang i termer av ekonomisk förtjänst, som genererar en årlig inkomst på cirka 30 miljoner australiska dollars till staten.
Evenemanget har växt från gayrättighetsparader, som hållits årligen sedan 1978, då många deltagare arresterades av New South Wales Police Force. Mardi Gras Parade har en politisk prägel, med många marscherande grupper som främjar HBTQIA+-rättighetsfrågor eller -teman. De visar på förändringar sedan den första Sydney Gay & Lesbian Mardi Gras. Nu deltar grupper av uniformerad personal från det australiensiska försvaret, poliser från New South Wales Police Force, såväl som mellanstatliga och federala poliser, brandmän och annan räddningstjänstpersonal från de australiensiska HBTQIA+-samhällena. Jämställdhet i äktenskapet var ett dominerande tema i Sydney Gay & Lesbian Mardi Gras Parade 2011, som drev lobbyverksamhet för samkönade äktenskap.

## Festivalen
Festivalen startade 1978. Huvuddelen av festivalen består av paraden som också brukar avsluta två veckor av olika arrangemang. De delar som lockar mest folk är The Fair Day, poolpartyt samt beachpartyt på Bondi Beach. Gatan med de flesta gayställena heter Oxford Street och är centrum för nattlivet under Mardi Gras.

### Worldpride
2019 lämnade Sydney Gay & Lesbian Mardi Gras ett bud på att vara värd för Worldpride 2023 och tävla mot Montreal, Kanada och Houston, Texas. Interprides medlemsorganisationer beslutade genom en omröstning som ägde rum i Aten 2019 att uppdra åt Sydney Gay and Lesbian Mardi Gras att arrangera Worldpride 2023. Festivalen ägde rum mellan den 17 februari och den 3 mars 2023 för att fira fyrtiofemårsjubiléet av organisationens första Pridefestival 1978.

## Bildgalleri

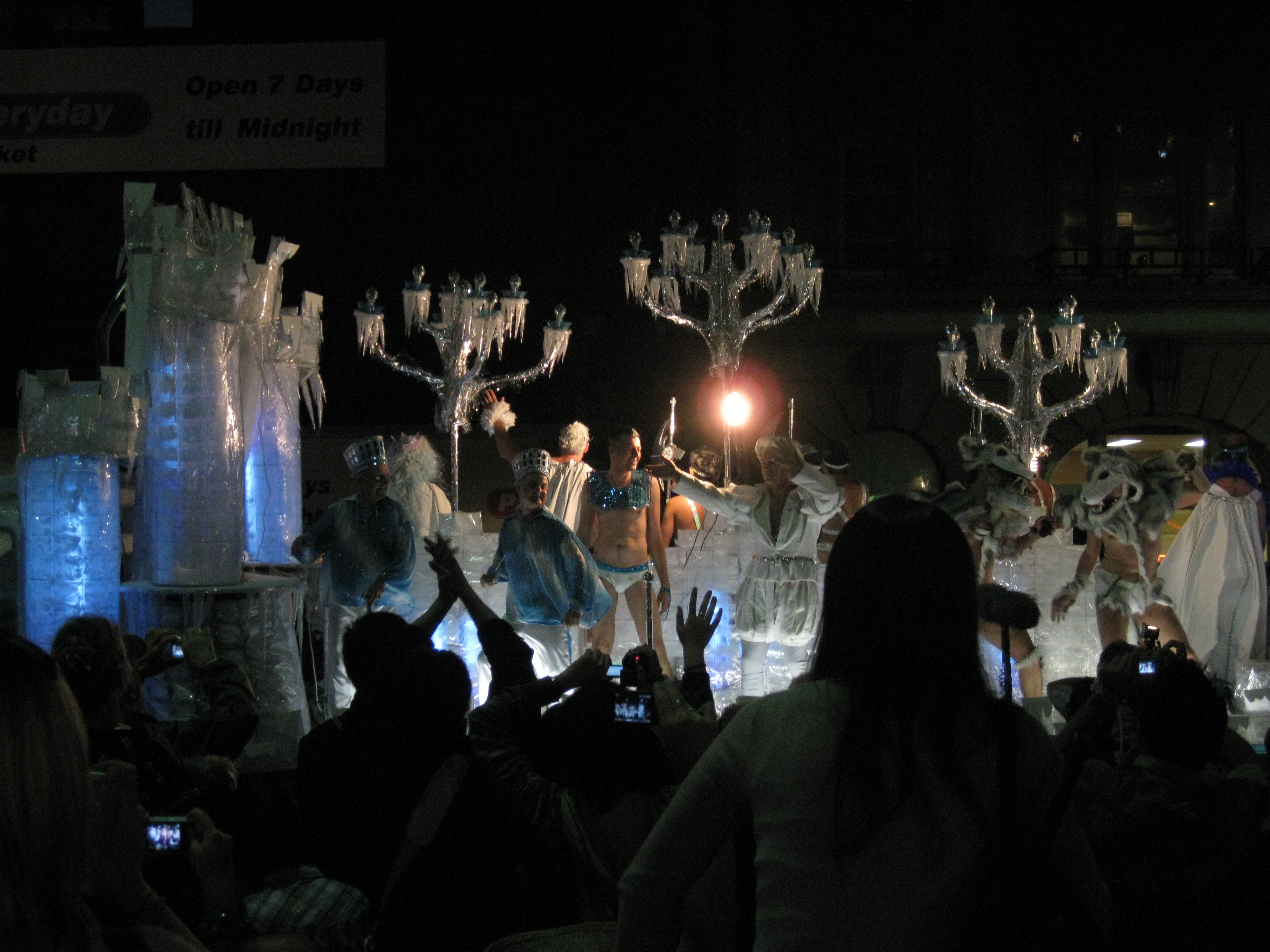
Mardi Gras 2008
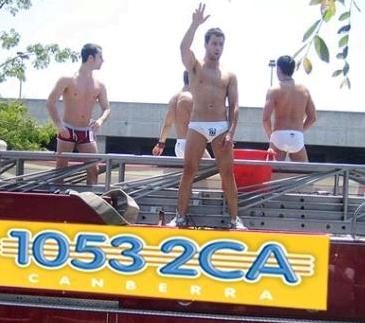
Mardi Gras 2009